# 29 de març
El 29 de març és el vuitanta-vuitè dia de l'any del calendari gregorià i el vuitanta-novè en els anys de traspàs. Queden 277 dies per a finalitzar l'any.

## Esdeveniments
Països Catalans
- 1412, Casp, Regne d'Aragó: S'hi inicien les sessions del Compromís de Casp per escollir un successor de la Corona d'Aragó.
- 1837 - Bunyol (Horta Nord): els carlins comandats per Ramon Cabrera i Grinyó guanyen la batalla de Burjassot durant la Primera Guerra Carlina.
- 1931 - Barcelona: El Patronat Escolar de Barcelona inaugura 11 escoles públiques en un acte conjunt; entre aquestes anomenades «escoles belles», hi havia la Baldiri Reixac, Milà i Fontanals, Ramon Llull, Lluís Vives, Dolors Monserdà, Pere Vila, Jacint Verdaguer…, en gran part actives actualment.[1]
- 1939, València: Les tropes franquistes, comandades pel general Aranda, entren a la ciutat de València.

Resta del món
- 968, Fornelos: Batalla de Fornelos entre els vikings i el Regne de Lleó.
- 1830, Espanya: Ferran VII signa la Pragmàtica Sanció de 1830, que va promulgar la Pragmàtica de 1789, segons la qual les dones podien regnar si no tenien germans barons.[2]
- 1936, Alemanya: Adolf Hitler aconsegueix el 99% dels vots d'un total de 45,5 milions de votants, en un referèndum per ratificar la recuperació de Renània, que havia estat feta el 7 de març de 1936 violant el Tractat de Versalles.[3]
- 1941, Peloponès: Acaba la batalla del Cap Matapan. Una força combinada de la Royal Navy i la Reial Marina Australiana, sota el comandament de l'almirall britànic Andrew Browne Cunningham interceptà i danyà seriosament la Regia Marina italiana sota el comandament de l'almirall Angelo Iachino.
- 1942, Lübeck, Alemanya: El bombardeig d'aquesta ciutat durant la Segona Guerra Mundial representa el primer èxit dels bombardejos de la Royal Air Force contra Alemanya i una ciutat alemanya.
- 1945, Segona Guerra Mundial: Darrer atac de les bombes voladores V-1 alemanyes sobre Anglaterra.[4]
- 1956, Estoril, Portugal: l'infant Alfons de Borbó mor d'un tret a la cara disparat pel seu germà Joan Carles mentre juguen.
- 1973, Guerra del Vietnam: Surt l'últim soldat estatunidenc del Vietnam del Sud.[5]
- 1974: La Mariner 10 de la NASA, enlairada el 3 de novembre anterior es converteix en la primera sonda espacial que sobrevola Mercuri, mapant part del planeta.
- 1989, París, França: S'inaugura la Piràmide del Louvre com a nova entrada al museu.[6]
- 1990, Txecoslovàquia: El parlament txecoslovac és incapaç d'arribar a un acord en com anomenar al país després de la Revolució de Vellut, començant l'anomenada Guerra del guió.[7]
- 1999, Nova York, Estats Units: L'Índex Dow Jones arriba als 10.000 punts per primer cop (tanca amb 10.006,78).[8]
- 2002, Palestina, Israel: Com a reacció a l'atemptat de tres dies abans, a l'Hotel Park de Netanya, el govern israelià inicia l'Operació Escut Defensiu contra els militants palestins de Hamàs, que serà l'operació més gran feta des de la Guerra dels Sis Dies del 1967.[9]
- 2004: Els antics estats satèl·lit de la Unió Soviètica Bulgària, Eslovàquia, Eslovènia, Estònia, Letònia, Lituània i Romania s'uneixen a l'OTAN com a membres de ple dret.[10]
- 2010, Moscou, Rússia: Dues dones suïcides s'immolen en dos punts del metro de Moscou, en hora punta del matí, fent almenys 38 víctimes mortals.[11]
- 2012, Espanya: es proclama la vaga general contra les reformes i les retallades del govern de Mariano Rajoy.
- 2017, Regne Unit: la Primera Ministra Theresa May activa el procés legal pel qual el seu país abandonarà la Unió Europea.

## Naixements
Països Catalans
- 1854 - Sant Feliu de Codines (Vallès Oriental): Nicolau Usart i Furriol, industrial i inventor vallesà.
- 1891 - Sabadell (Vallès Occidental): Rafael Durancamps i Folguera, pintor català.
- 1892 - Santiago de Cuba: Caridad del Río –o Caritat Mercader–, militant comunista catalana i agent de l'NKVD soviètic (m. 1975).[12]
- 1930 - Alcoi: Consuelo Colomer Francés, pianista i compositora valenciana (m. 2016).[13]
- 1945 - Costoja (el Vallespir): Llorenç Planes, escriptor i polític nord-català (m. 2016).
- 1956 - Girona: Fina Birulés i Bertran, professora de Filosofia a la Universitat de Barcelona, pensadora, investigadora, escriptora, traductora, fundadora del seminari «Filosofia i Gènere».[14]
- 1963 - Barcelona: Joan Garriga i Vilaresau fou un pilot de motociclisme de velocitat català (m. 2015).
- 1984 - Barcelona: Cristina Roca Grau, portera d'hoquei sobre patins catalana.[15]

Resta del món
- 1187 - Nantes, (França): Arthur I de Bretanya, aristòcrata anglès (f. 1203).
- 1332 - Granada, (Espanya): Muhammed VI, rei nassarita entre 1360 i 1362 (f. 1362).
- 1553 - Sitía, (Grècia): Vitsentzos Kornaros, poeta grec (f. 1613/1614).
- 1561 - Koper, (Eslovènia): Santorio Santorio, metge i fisiòleg italià (f. 1636).
- 1602 - Stoke-on-Trent, (Regne Unit): John Lightfoot, clergue britànic (f. 1675).
- 1647 - Rubielos de Mora, (Espanya): Antonio Teodoro Ortells, compositor barroc espanyol (f. 1706).
- 1746 - Ajaccio, (França): Carlo Buonaparte, advocat i diplomàtic cors, pare de Napoleón Bonaparte (f. 1785).
- 1790 - Comtat de Charles City, Virginia (EUA): John Tyler, militar, 10è president dels Estats Units (m. 1862).[16]
- 1799 - Knowsley Park, Lancashire (Anglaterra): Edward Smith-Stanley, polític anglès, Primer Ministre del Regne Unit (1852-, 1858-1859 i 1866-1868((m. 1869).[17]
- 1826 - Giessen, Hessen (Alemanya): Wilhelm Liebknecht, polític alemany un dels fundadors del Partit Socialdemòcrata d'Alemanya (m. 1900)[16]
- 1873 - Pàdua (Itàlia): Tullio Levi-Civita, matemàtic italià que va ajudar Einstein a aprendre el càlcul tensor (m. 1941).[18]
- 1902 - Oldham, Lancashire (Anglaterra): William Walton, compositor anglès (m. 1983).[19]
- 1899, Columbus, Ohio, Estats Units: Warner Baxter, actor estatunidenc.(m. 1951).[20]
- 1911, Colònia: Freya von Moltke, activista alemanya membre del grup de resistència antinazi Cercle de Kreisau (m. 2010).[21]
- 1912 - Hirschberg: Hanna Reitsch, aviadora alemanya cèlebre per l'obtenció de diversos rècords (m. 1979).[22]
- 1925 -
  - París: Françoise Choay, professora d'urbanisme, art i arquitectura a les Universitats de París; crítica d'art, assagista.[23]
  - Sverdlovsk: Liudmila Liàdova, compositora, pianista i cantant soviètica i russa.[24]
- 1927, Tardebigg, Worcestershire (Anglaterra): John Robert Vane, químic i farmacòleg anglès, Premi Nobel de Medicina o Fisiologia de l'any 1982 (m. 2004).[25]
- 1935, San Francisco, Califòrnia: Sandra G. Harding, filòsofa de la ciència i feminista estatunidenca.[26]
- 1936 - Broadstairs, Kent, (Anglaterra), Richard Rodney Bennett, pianista, compositor i arranjador britànic.(m. 2012).[19]
- 1940 - Salvador, Bahia: Astrud Gilberto, cantant brasilera de bossa nova, samba i jazz.[27]
- 1941, Filadèlfia, Pennsilvània (EUA): Joseph Hooton Taylor, físic i astrònom nord-americà, Premi Nobel de Física de l'any 1993.[28]
- 1943
  - St. Helier, Carshalton, Surrey (Anglaterra): John Major, Primer Ministre del Regne Unit (1990-1997).[29]
  - South Shields, comtat de Durham, Tyne and Wear, Anglaterra: Eric Idle, còmic, actor i escriptor, conegut per haver formar part del grup britànic d'humoristes Monty Python.
  - Agria, Grècia: Evànguelos Odisseas Papathanassiu, més conegut com a Vangelis, compositor i multiinstrumentista grec (m. 2022).[30]
- 1946, Detroit, Michigan (EUA): Robert James Shiller, economista nord-americà, Premi Nobel d'Economia de 2013.
- 1947, Uccle, Bèlgica: Geert van Istendael, escriptor, poeta i assagista belga en llengua neerlandesa.
- 1949, Ciutat de Quebec: Pauline Marois, política quebequesa que fou primera ministra del Quebec, primera dona a exercir el càrrec.[31]
- 1951, Boston, Massachusetts (EUA): Roger Bruce Myerson, economista nord-americà, Premi Nobel d'Economia de l'any 2007.[32]
- 1959, La Terra dels Naga, Índia: Easterine Kire, poetessa, escriptora i periodista en llengua angami.[33]
- 1960 - Madrid: Irene Garrido Valenzuela, economista i política espanyola, ha estat diputada al Congrés.[34]
- 1973 -
  - Dearborn, Michigan (EUA): Brandi Love, model i actriu americana.
  - Emst, municipi d'Epe (Països Baixos): Marc Overmars, futbolista neerlandès retirat.[35]
- 1976 - Long Island, Nova York: Jennifer Capriati, exjugadora de tennis professional de nacionalitat estatunidenca.[36]
- 1979, Madrid: Estela Giménez, gimnasta rítmica i presentadora de televisió espanyola.[37]
- 1980 - Québec, Canadà: Valerie Hould-Marchand, nedadora canadenca de natació sincronitzada, medallista olímpica.[38]

## Necrològiques
Països Catalans
- 1940 - Barcelona: Àngela Graupera i Gil, escriptora de novel·les rosa, infermera, conferenciant, activista social i la primera corresponsal de guerra femenina d'Espanya (n. 1876).[39]
- 1960 - Manresa: Antònia Guitart Orriols, col·laboradora activa de la resistència antifranquista del maquis.[40]
- 1987 - Barcelona: Bonaventura Bassegoda i Musté, arquitecte català (n. 1896).
- 2014 - Girona: Modest Prats i Domingo, filòleg i teòleg català.
- 2015 - Barcelona: Margarita Rivière, periodista independent i assagista catalana, autora d'una trentena de llibres (n. 1944).[41]
- 2020 - Barcelona: Arnau Puig i Grau, artista, crític d'art i filòsof català (n. 1926).[42]

Resta del món
- 1794 - Bourg-la-Reine, França: Nicolas de Condorcet, Marie-Jean-Antoine Nicolas de Caritat, marquès de Condorcet, matemàtic, filòsof i polític (n. 1743).
- 1803 - Viena (Sacre Imperi): Gottfried van Swieten, bibliotecari, creador del primer catàleg en fitxes (n. 1733).
- 1937 - Lausana, Suïssa: Karol Szymanowski, compositor polonès.(n. 1882).[43]
- 1944 - Croydon: Grace Chisholm Young, matemàtica anglesa (n. 1868).[44]
- 1952 - Madrid: Antonia Plana, actriu espanyola fonamentalment teatral (n. 1889).[45]
- 1956 - Estoril (Portugal): Alfons de Borbó i de Borbó-Dues Sicílies, infant d'Espanya, d'un tret disparat pel seu germà Joan Carles (n. 1941).[46]
- 1957 - Estocolm: Naima Sahlbom, química sueca, mineralogista, i activista per la pau (n. 1871).[47]
- 1970 - 
  - Wimbledon (Anglaterra): Vera Brittain, escriptora, feminista i pacifista anglesa (n. 1893).[48]
  - Pequín: Anna Louise Strong, escriptora, periodista i activista del segle xx (n. 1885).[49]
  - Moscou: Lev Kuleixov, director de cinema rus. (n. 1899)[50]
- 1982 - Cambridge, Massachusetts: Helene Deutsch, psicoanalista estatunidenca d'origen jueu, col·laboradora de Freud (n. 1884).[51]
- 1991 - Madrid: Mikaela, cantant de cobla i actriu espanyola (n. 1935).[52]
- 2000 - Manhattan: Anna Sokolow, ballarina i coreògrafa nord-americana (n. 1910).[53]
- 2015 - Madrid: Matilde Conesa, actriu de veu espanyola, figura emblemàtica de la història de la ràdio a Espanya (n. 1928).[54]
- 2019 - París: Agnès Varda, directora de cinema belga (n. 1928).[55]
- 2020 - Cracòvia, Polònia: Krzysztof Penderecki, compositor polonès (n. 1933).[56]
- 2025 - Beverly Hills: Richard Chamberlain, actor estatunidenc de cinema i teatre (n. 1934).[57]

## Festes i commemoracions
- Onomàstica: sants Bartomeu del Mont Carmel, prior de l'Orde del Carmel; Eustaci de Langres, abat; Fermí, Aule, Eumaqui i Longí de Vivièrs, bisbes; venerable Joana de la Creu Fernández, franciscana. Luteranisme: Hans Nielsen Hauge, renovador de l'Església.